# Agent Carter (película)
Agent Carter es un cortometraje directamente para vídeo estadounidense de 2013 con el personaje de Marvel Comics Peggy Carter, producido por Marvel Studios y distribuido por Walt Disney Studios Home Entertainment. Es un seguimiento de la película de 2011 Capitán América: el primer vengador, y es el cuarto cortometraje de los Marvel One-Shots. La película está dirigida por Louis D'Esposito a partir de un guion de Eric Pearson, y está protagonizada por Hayley Atwell como Carter, junto con Bradley Whitford y Dominic Cooper. En Agent Carter, Peggy Carter parte en una misión en solitario para adquirir el misterioso Zodiac mientras se enfrenta al sexismo después de la Segunda Guerra Mundial en la SSR, un precursor de S.H.I.E.L.D.
Una Marvel One-Shot con Peggy Carter estuvo en trabajo durante un tiempo antes de que Atwell se uniera al proyecto para protagonizarla, repitiendo su papel de las películas del Capitán América. D'Esposito, copresidente de Marvel Studios y productor ejecutivo de los largometrajes, tuvo como objetivo replicar el escenario de Capitán América: el primer vengador, a la vez de darle al corto una sensación de superhéroes más moderna. La película fue una producción más ambiciosa que los anteriores One-Shots, con más escenas de acción y efectos visuales que los anteriores. También aparecen otros personajes de las películas del Universo cinematográfico de Marvel, incluido Cooper que retoma su papel de Howard Stark.
El corto fue estrenado junto con el lanzamiento en DVD y Blu-ray de Iron Man 3 y fue recibido positivamente por los críticos y el público de una proyección anterior en San Diego Comic-Con. Ganó un Golden Reel Award. Esta respuesta llevó a ABC a ordenar una serie de televisión como expansión del corto, también llamada Agent Carter; se emitió desde enero de 2015 hasta marzo de 2016, durante dos temporadas.

## Argumento
Un año después de los eventos de Capitán América: el primer vengador, la agente Peggy Carter ahora es miembro de la Reserva Científica Estratégica (SSR por sus siglas en inglés). Ella se enfrenta al sexismo de su jefe, el agente John Flynn, quien la trata de manera condescendiente y la mantiene compilando datos y códigos, mientras asigna casos de campo a los agentes masculinos. La principal preocupación de la SSR es el misterioso Zodiac, que no han podido recuperar por algún tiempo.
Una noche sola en la oficina mientras los hombres están de salida juntos, Carter responde a la línea de casos para escuchar la ubicación del Zodiac. Aunque se recomiendan de tres a cinco agentes, Carter decide ir al lugar ella misma. Luchando contra varios guardias, Carter puede recuperar el Zodiac, un misterioso suero, ella misma. Al día siguiente, Flynn la reprende por no seguir los procedimientos adecuados para completar la misión, y rechaza a la indignada Carter como una «vieja novia» del Capitán América, a quien le dieron su trabajo actual por lástima por su pérdida. Sin embargo, antes de que él pueda castigarla oficialmente, la línea de casos vuelve a sonar, esta vez con Howard Stark en el otro extremo, quien le informa a Flynn que Carter será la codirectora del recién creado S.H.I.E.L.D.
En una escena a mitad de los créditos, Dum Dum Dugan es visto junto a Stark junto a una piscina, maravillándose de dos mujeres que usan los recientemente creados bikinis.

## Reparto

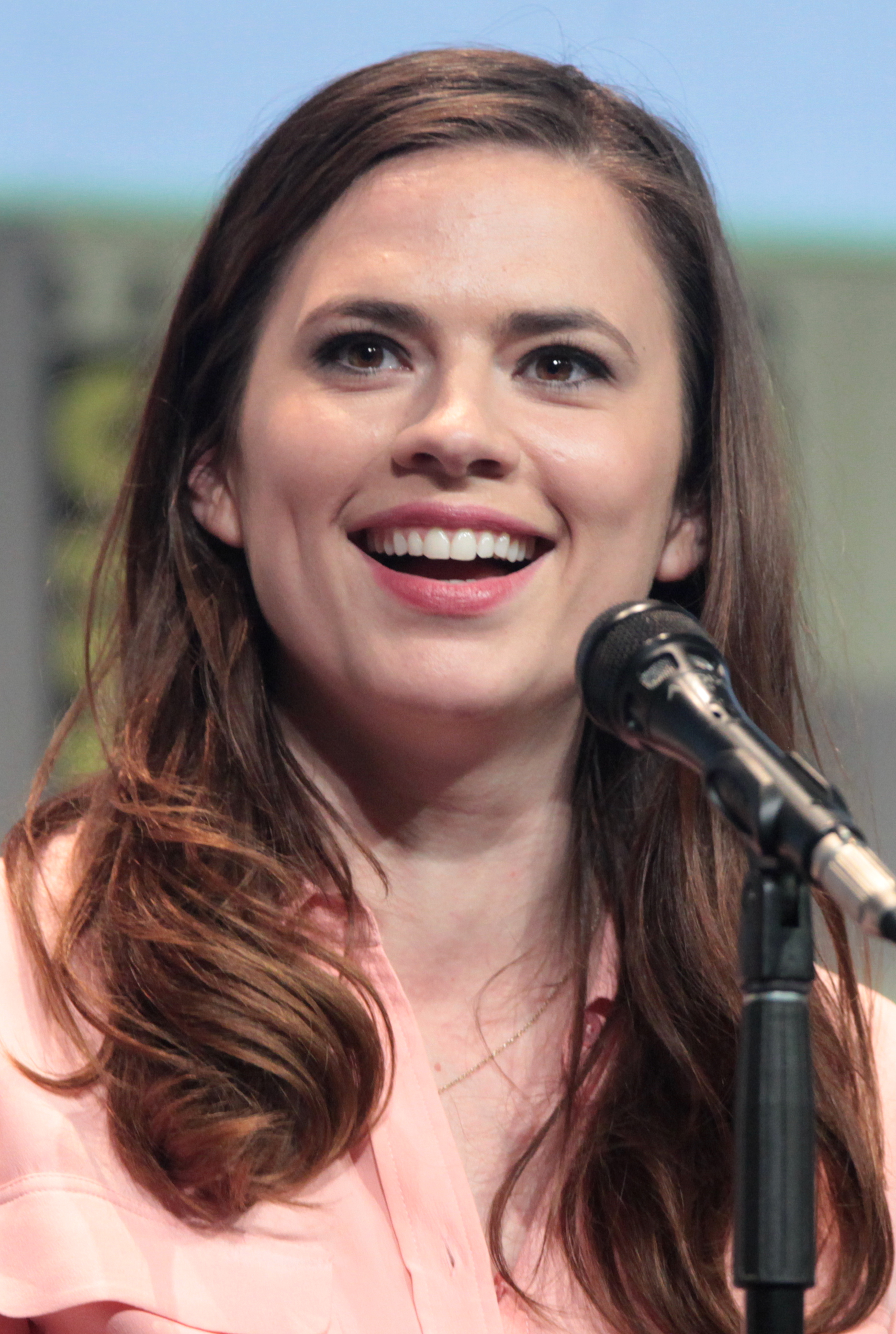
La producción del cortometraje comenzó cuando Hayley Atwell acordó repetir su papel de Capitán América: El primer vengador.

- Hayley Atwell como Peggy Carter: Una agente de la SSR forzado a trabajar en el análisis de datos y descifrado de códigos desde el final de la Segunda Guerra Mundial,[2] Carter retoma su papel de Capitán América: El primer vengador. Sobre el personaje que protagoniza su propio cortometraje, el director Louis D'Esposito dijo que Marvel siempre quiso hacer un corto de Peggy Carter ya que el personaje «era un favorito de los fanáticos y uno de los favoritos de Marvel Studios». D'Esposito disfrutó el momento en que Carter usa el espejo de su caja de maquillaje para ver a un villano, que fue improvisado durante la filmación, porque «esa es la esencia de lo que ella se trata y de lo que trata la película. No solo es ella, especialmente en ese momento, una mujer en un mundo de hombres, todavía mantiene su feminidad».[3]
- Bradley Whitford como John Flynn: jefe de la SSR de Carter.[2][4]
- Dominic Cooper como Howard Stark: El codirector y cofundador de S.H.I.E.L.D.,[2] Cooper retoma su papel de Capitán América: El primer vengador. En el corto, como un huevo de Pascua, se ve a Stark con la misma bata que su hijo Tony usa en Iron Man 2.[1]

Neal McDonough retoma su papel de Timothy "Dum Dum" Dugan de películas anteriores del Universo cinematográfico de Marvel, y Chris Evans aparece como Steve Rogers / Capitán América a través de imágenes de archivo de El primer vengador. Shane Black, director y coescritor de Iron Man 3, da voz a la persona que llama en el otro extremo de la línea de casos.

## Producción

### Desarrollo
En agosto de 2011, Marvel Studios anunció que se lanzaría un par de cortometrajes directamente para vídeo, diseñados para ser historias independientes y conocidos como Marvel One-Shots. El coproductor Brad Winderbaum dijo: «Es una forma divertida de experimentar con nuevos personajes e ideas, pero lo que es más importante, es una forma de expandir el Universo cinematográfico de Marvel y contar historias que viven fuera de la trama de nuestros largometrajes». Una de las ideas desarrolladas como potencial One-Shot fue una obra derivada de Capitán América: el primer vengador, siguiendo la historia de Peggy Carter después de los eventos de esa película. La idea se vio de nuevo cuando Marvel estaba decidiendo por una película corta para producir para el lanzamiento en medios domésticos de Iron Man 3 en 2013, y fue elegida para el lugar, dependiendo de la disponibilidad de la actriz Hayley Atwell.
El copresidente de Marvel Studios, Louis D'Esposito, quien dirigió el anterior One-Shot, Item 47, regresó como director, mientras que el escritor Eric Pearson también regresó de los One-Shots anteriores. D'Esposito observó que el corto tenía el doble del presupuesto de Item 47, pero la misma cantidad de tiempo de filmación, por lo que «el alcance es mucho más grande. Está establecido en un período, hay más actores involucrados, la escala es más grande, hay tres escenas de lucha: nunca hemos tenido eso en ninguno de [los One-Shots previos]». Atwell aceptó el proyecto después de ver Item 47, y debido a su amor por el personaje y su potencial «para mostrar algo de su conjunto de habilidades» que no se vieron en la película. Atwell trabajó durante tres días con el equipo de especialistas para ensayar las secuencias de lucha precoreografiadas para el corto. D'Esposito elaboró la decisión de centrarse en Carter y dijo: «Es contar la mejor historia y encontrar la historia que queremos contar, ya sea conectividad con el Universo Marvel o resaltar un personaje. En el caso de Hayley, es un poco de ambos. Queríamos contar la historia de Peggy Carter: la dejaron en los años 40. Anunciarle al mundo que estaba al frente de S.H.I.E.L.D. con Howard Stark es una gran conectividad».

### Rodaje
Agent Carter fue filmado durante cinco días, con Gabriel Beristain como director de fotografía. El presupuesto no permitía la contratación de un artista de guion gráfico, por lo que D'Esposito, Winderbaum y Beristain trabajaron juntos para planificar una lista de tomas para la producción utilizando actores suplentes. Los trucos también fueron prefilmados para mostrar a los actores. D'Esposito explicó que la planificación de las tomas ayudó a planificar los efectos visuales de la película. La escena a mitad de los créditos con Neal McDonough como Dum Dum Dugan estaba planeada para mostrar al personaje en una piscina, pero tuvo que cambiarse en el set para que se llevara a cabo al lado de la piscina cuando se descubrió que el traje muscular que McDonough usa para retratar al personaje no podría mojarse.
D'Esposito optó por diferenciar el corto de El primer vengador al evitar el tono sepia utilizado por el director Joe Johnston para esa película, en su lugar usando un color azul más frío. La producción usó dos lentes viejos (tanto para la noche como para el día) que dieron al corto algunos destellos de lentes «mejores» que D'Esposito sintió que dieron al período en el que se establece una sensación más moderna. D'Esposito usó un Steadicam o un dolly de cámara para las secuencias de acción, para evitar una sensación de «cortes rápidos o borrosos o temblorosos». D'Esposito dijo que el equipo finalmente estaba «superando nuestro límite» para obtener las tomas planeadas a tiempo, y finalmente se dio cuenta de que «no iba a recibir todas las tomas y yo no iba a recibir cada golpe y patada, así que lo que hicimos fue obtener lo óptimo».

### Posproducción
Las tomas de efectos visuales de Nueva York en la década de 1940 de Capitán América: El primer vengador fueron reutilizadas en el corto por razones presupuestarias. D'Esposito notó la secuencia en la que Carter viene «volando con el arma hacia la puerta» y la última pelea, cuando Carter está «siendo atacada por el tipo grande», se crearon con elementos de efectos visuales después de que se agotó el tiempo para completar filmando sobre ellos en el set. A principios de 2013, Marvel se acercó a la compañía de efectos visuales Perception para crear la secuencia de apertura del corto. A la supervisora de efectos visuales, Sheena Duggal, se le pidió que volviera a contar la historia del corto en 90 segundos, por lo que decidió usar versiones estilizadas de las imágenes del período y del propio cortometraje. Se utilizó una mezcla de animación 2D y 3D para lograr un aspecto 2D final.

## Música
El compositor Christopher Lennertz, quien anteriormente colaboró con D'Esposito en el One-Shot Item 47, compuso la música para Agent Carter. Al igual que el resto del corto, D'Esposito quería que la música reflejara el ambiente de la época, pero también para que tuviera un toque moderno, así que envió «Secret Agent Man» de Johnny Rivers a Lennertz como una pista de referencia, a pesar de haber sido lanzado en la década de 1960, ya que tenía la sensación y el sentimiento que D'Esposito estaba buscando.

## Lanzamiento
Agent Carter se mostró por primera vez en su totalidad en la Convención Internacional de Cómics de San Diego en 2013. Luego se lanzó en los medios domésticos de Iron Man 3, primero el 3 de septiembre de 2013 en formato de descarga digital, y luego en un disco Blu-ray el 24 de septiembre de 2013. D'Esposito dijo que se decidió lanzar el corto junto con Iron Man 3 porque «era el momento adecuado», y que los medios domésticos de Iron Man 3 se lanzaron antes de la apertura de Captain America: The Winter Soldier en los cines. También se incluye en el disco extra de la caja recopilatoria Marvel Cinematic Universe: Phase Two Collection, que incluye todas las películas de la Fase Dos del Universo cinematográfico de Marvel, así como los otros Marvel One-Shots. La colección presenta comentarios en audio de D'Esposito y Atwell, y se publicó el 8 de diciembre de 2015.

## Recepción
Rosie Fletcher de Total Film notó que el corto fue bien recibido por la audiencia en Comic-Con, y elogió la actuación de Atwell. Ella dijo que el corto «se ve muy bien y contiene algunos momentos de acción eufóricos». Andy Hunsaker, de Crave Online, le dio una puntuación de 8,5 sobre 10, calificándola como un regalo divertido que «le otorga a su personaje principal la despedida que merece», y con la esperanza de que eso conduzca a más propiedades centradas en las mujeres de Marvel. Scott Collura, de IGN, dijo que Atwell era «la superhéroe femenina de la gran pantalla que todos hemos estado esperando. Patea tanto en este cuento con tanto aplomo, que usa no solo la fuerza muscular sino también el cerebro, y todo es muy inteligente y divertido». Sintió que el corto parecía más una prueba de concepto de que los proyectos de superhéroes basados en mujeres podrían funcionar, pero que «Atwell nunca pierde el contacto con su lado femenino».
La revisión del corto de The Movie Ramblings destacó su «guion corto, agudo e ingenioso mezclado con una acción igualmente aguda» y la dirección de D'Esposito, nombrándolo el mejor Marvel One-Shot en ese momento. Flickering Myth calificó el corto como «un gran esfuerzo. Una historia bonita y compacta que nos brinda muchos grandes momentos con el personaje». El crítico sintió que Flynn le hizo un «gran contraste» a Carter, y también notó que «los grandes cameos y una escena poscrédito que deberían poner una sonrisa en la cara de todos ... Agent Carter es otra gran oferta de Marvel que demuestra lo comprometidos que están a la idea de un universo expandido donde estos grandes personajes tienen tiempo de brillar».
El corto ganó el Golden Reel Award a la mejor edición de sonido y música: directamente para vídeo - acción en vivo.

## Serie de televisión
Agent Carter, una serie de televisión inspirada en el cortometraje también protagonizada por Hayley Atwell como Peggy Carter, fue ordenada por ABC el 8 de mayo de 2014, y comenzó su primera temporada de ocho episodios el 6 de enero de 2015. Dominic Cooper y Neal McDonough también repitieron sus papeles de Stark y Dugan en la serie, mientras que D'Esposito dirigió el primer episodio, y Christopher Lennertz volvió a componer la música. La serie fue creada por Christopher Markus y Stephen McFeely, escritores de las películas del Capitán América, con Tara Butters, Michele Fazekas y Chris Dingess como showrunners. La serie se lleva a cabo a la mitad del corto, antes de que Carter se entere de que será codirectora de S.H.I.E.L.D., donde asiste secretamente a Stark en una misión, sin que lo sepa la SSR. La serie fue renovada por una segunda temporada el 7 de mayo de 2015, que consta de 10 episodios. ABC canceló Agent Carter el 12 de mayo de 2016.